# Formalismo post-newtoniano parametrizado
En física, precisamente en el estudio de la teoría de la relatividad general y muchas alternativas a ella, el formalismo post-newtoniano es una herramienta de cálculo que expresa las ecuaciones de gravedad de Einstein (no lineales) en términos de las desviaciones de orden más bajo de la ley de gravitación universal de Newton. Esto permite hacer aproximaciones a las ecuaciones de Einstein en el caso de campos débiles. Se pueden agregar términos de orden superior para aumentar la precisión, pero para campos fuertes, a veces es preferible resolver numéricamente las ecuaciones completas. Algunas de estas aproximaciones post-newtonianas son expansiones en un pequeño parámetro, que es la relación entre la velocidad de la materia que forma el campo gravitatorio y la velocidad de la luz, que en este caso es mejor llamada la velocidad de la gravedad. En el límite, cuando la velocidad fundamental de la gravedad se vuelve infinita, la expansión post-newtoniana se reduce a la ley de la gravedad de Newton.
El formalismo post-newtoniano parametrizado o el formalismo PNP (o parametrizaciones post-newtonianas, PPN, por sus siglas en inglés), es una versión de esta formulación que detalla explícitamente los parámetros en los cuales una teoría general de la gravedad puede diferir de la gravedad newtoniana. Se utiliza como una herramienta para comparar la gravedad de Newton y Einstein en el límite en el que el campo gravitatorio es débil y generado por objetos que se mueven lentamente en comparación con la velocidad de la luz. En general, el formalismo PNP se puede aplicar a todas las teorías métricas de la gravitación en las que todos los cuerpos satisfacen el principio de equivalencia de Einstein (EEP). La velocidad de la luz permanece constante en el formalismo de PNP y asume que el tensor métrico es siempre simétrico.

## Historia
Las primeras parametrizaciones de la aproximación post-newtoniana fueron realizadas por Sir Arthur Stanley Eddington en 1922. Sin embargo, trataron únicamente el campo gravitacional de vacío fuera de un cuerpo esférico aislado. El Dr. Ken Nordtvedt (1968, 1969) amplió esto para incluir siete parámetros. Clifford Martin Will (1971) introdujo una descripción estresada y continua de la materia de los cuerpos celestes.
Las versiones descritas aquí se basan en Wei-Tou Ni (1972), Will y Nordtvedt (1972), Charles W. Misner et al. (1973), y Will (1981, 1993) y tienen diez parámetros.

## Notación beta-delta
Diez parámetros post-newtonianos caracterizan completamente el comportamiento de campo débil de la teoría. El formalismo ha sido una herramienta valiosa en las pruebas de relatividad general. En la notación de Will (1971), Ni (1972) y Misner et al. (1973) tienen los siguientes valores:
| {\displaystyle \gamma }     | ¿Cuánta curvatura del espacio {\displaystyle g_{ij}} es producida por la unidad de masa en reposo?                               |
| {\displaystyle \beta }      | ¿Cuánta no linealidad hay en la ley de superposición para la gravedad {\displaystyle g_{00}}?                                    |
| {\displaystyle \beta _{1}}  | ¿Cuánta gravedad es producida por unidad de energía cinética {\displaystyle \textstyle {\frac {1}{2}}\rho _{0}v^{2}}?            |
| {\displaystyle \beta _{2}}  | ¿Cuánta gravedad es producida por la unidad de energía potencial gravitatoria {\displaystyle \rho _{0}/U}?                       |
| {\displaystyle \beta _{3}}  | ¿Cuánta gravedad produce la unidad de energía interna {\displaystyle \rho _{0}\Pi }?                                             |
| {\displaystyle \beta _{4}}  | ¿Cuánta gravedad produce la presión unitaria {\displaystyle p}?                                                                  |
| {\displaystyle \zeta }      | Diferencia entre la energía cinética radial y transversal sobre la gravedad.                                                     |
| {\displaystyle \eta }       | Diferencia entre la tensión radial y transversal sobre la gravedad.                                                              |
| {\displaystyle \Delta _{1}} | ¿Cuánto arrastre los marcos inerciales {\displaystyle g_{0j}} se produce por el momento de la unidad {\displaystyle \rho _{0}v}? |
| {\displaystyle \Delta _{2}} | Diferencia entre el momento radial y transversal en el arrastre de marcos inerciales                                             |

{\displaystyle g_{\mu \nu }}es el tensor métrico simétrico de 4 por 4 con los índices {\displaystyle \mu } y {\displaystyle \nu } que van de 0 a 3. A continuación, un índice de 0 indicará la hora la dirección y los índices {\displaystyle i} y {\displaystyle j} (que van de 1 a 3) indicarán direcciones espaciales.
En la teoría de Einstein, los valores de estos parámetros se eligen (1) para que se ajuste a la Ley de gravedad de Newton en el límite de velocidades y masas que se aproximan a cero, (2) para garantizar la conservación de la energía, la masa, el momento y el momento angular, y (3 ) para hacer las ecuaciones independientes del sistema de referencia. En esta notación, la relatividad general tiene parámetros PNP  {\displaystyle \gamma =\beta =\beta _{1}=\beta _{2}=\beta _{3}=\beta _{4}=\Delta _{1}=\Delta _{2}=1} y {\displaystyle \zeta =\eta =0}

## Notación alfa-zeta
En la notación más reciente de Will & Nordtvedt (1972) y Will (1981, 1993, 2006) se utiliza un conjunto diferente de diez parámetros PNP.
{\displaystyle \gamma =\gamma }
{\displaystyle \beta =\beta }
{\displaystyle \alpha _{1}=7\Delta _{1}+\Delta _{2}-4\gamma -4}
{\displaystyle \alpha _{2}=\Delta _{2}+\zeta -1}
{\displaystyle \alpha _{3}=4\beta _{1}-2\gamma -2-\zeta }
{\displaystyle \zeta _{1}=\zeta }
{\displaystyle \zeta _{2}=2\beta +2\beta _{2}-3\gamma -1}
{\displaystyle \zeta _{3}=\beta _{3}-1}
{\displaystyle \zeta _{4}=\beta _{4}-\gamma }
{\displaystyle \xi } se calcula a partir de {\displaystyle 3\eta =12\beta -3\gamma -9+10\xi -3\alpha _{1}+2\alpha _{2}-2\zeta _{1}-\zeta _{2}}
El significado de estos es que {\displaystyle \alpha _{1}}, {\displaystyle \alpha _{2}} y {\displaystyle \alpha _{3}} miden la extensión de los efectos de cuadro preferidos. {\displaystyle \zeta _{1}}, {\displaystyle \zeta _{2}}, {\displaystyle \zeta _{3}}, {\displaystyle \zeta _{4}} y {\displaystyle \alpha _{3}} mide el fracaso de la conservación de la energía, el momento y el momento angular.
En esta notación, la relatividad general tiene parámetros PNP.
{\displaystyle \gamma =\beta =1} y {\displaystyle \alpha _{1}=\alpha _{2}=\alpha _{3}=\zeta _{1}=\zeta _{2}=\zeta _{3}=\zeta _{4}=\xi =0}
La relación matemática entre la métrica, los potenciales métricos y los parámetros PNP para esta notación es:
{\displaystyle {\begin{matrix}g_{00}=-1+2U-2\beta U^{2}-2\xi \Phi _{W}+(2\gamma +2+\alpha _{3}+\zeta _{1}-2\xi )\Phi _{1}+2(3\gamma -2\beta +1+\zeta _{2}+\xi )\Phi _{2}\\\ +2(1+\zeta _{3})\Phi _{3}+2(3\gamma +3\zeta _{4}-2\xi )\Phi _{4}-(\zeta _{1}-2\xi )A-(\alpha _{1}-\alpha _{2}-\alpha _{3})w^{2}U\\\ -\alpha _{2}w^{i}w^{j}U_{ij}+(2\alpha _{3}-\alpha _{1})w^{i}V_{i}+O(\epsilon ^{3})\end{matrix}}}
{\displaystyle g_{0i}=-\textstyle {\frac {1}{2}}(4\gamma +3+\alpha _{1}-\alpha _{2}+\zeta _{1}-2\xi )V_{i}-\textstyle {\frac {1}{2}}(1+\alpha _{2}-\zeta _{1}+2\xi )W_{i}-\textstyle {\frac {1}{2}}(\alpha _{1}-2\alpha _{2})w^{i}U-\alpha _{2}w^{j}U_{ij}+O(\epsilon ^{\frac {5}{2}})}
{\displaystyle g_{ij}=(1+2\gamma U)\delta _{ij}+O(\epsilon ^{2})}
donde se suman los índices repetidos.  {\displaystyle \epsilon } está en el orden de los potenciales, como {\displaystyle U}, la magnitud cuadrada de las velocidades de coordenadas de la materia, etc. {\displaystyle w^{i}} es el vector de velocidad del sistema de coordenadas PNP Con relación a la media del resto del universo. Siendo {\displaystyle w^{2}=\delta _{ij}w^{i}w^{j}} la magnitud cuadrada de esa velocidad, {\displaystyle \delta _{ij}=1} si y solo si {\displaystyle i=j}, y {\displaystyle 0} de lo contrario.
Hay diez potenciales métricos, {\displaystyle U}, {\displaystyle U_{ij}}, {\displaystyle \Phi _{W}},  {\displaystyle A}, {\displaystyle \Phi _{1}}, {\displaystyle \Phi _{2}}, {\displaystyle \Phi _{3}}, {\displaystyle \Phi _{4}},  {\displaystyle V_{i}} y  {\displaystyle W_{i}} una para cada parámetro PNP para asegurar una solución única. Son 10 ecuaciones lineales en 10 incógnitas se resuelven invirtiendo una matriz de 10 por 10. Estos potenciales métricos tienen formas tales como:
{\displaystyle U(\mathbf {x} ,t)=\int {\rho (\mathbf {x} ',t) \over |\mathbf {x} -\mathbf {x} '|}d^{3}x'}
que es simplemente otra forma de escribir el potencial gravitatorio newtoniano,
{\displaystyle U_{ij}=\int {\rho (\mathbf {x} ',t)(x-x')_{i}(x-x')_{j} \over |\mathbf {x} -\mathbf {x} '|^{3}}d^{3}x'}
{\displaystyle \Phi _{W}=\int {\rho (\mathbf {x} ',t)\rho (\mathbf {x} '',t)(x-x')_{i} \over |\mathbf {x} -\mathbf {x} '|^{3}}\left({(x'-x'')^{i} \over |\mathbf {x} -\mathbf {x} '|}-{(x-x'')^{i} \over |\mathbf {x} '-\mathbf {x} ''|}\right)d^{3}x'd^{3}x''}
{\displaystyle A=\int {\rho (\mathbf {x} ',t)\left(\mathbf {v} (\mathbf {x} ',t)\cdot (\mathbf {x} -\mathbf {x} ')\right)^{2} \over |\mathbf {x} -\mathbf {x} '|^{3}}d^{3}x'}
{\displaystyle \Phi _{1}=\int {\rho (\mathbf {x} ',t)\mathbf {v} (\mathbf {x} ',t)^{2} \over |\mathbf {x} -\mathbf {x} '|}d^{3}x'}
{\displaystyle \Phi _{2}=\int {\rho (\mathbf {x} ',t)U(\mathbf {x} ',t) \over |\mathbf {x} -\mathbf {x} '|}d^{3}x'}
{\displaystyle \Phi _{3}=\int {\rho (\mathbf {x} ',t)\Pi (\mathbf {x} ',t) \over |\mathbf {x} -\mathbf {x} '|}d^{3}x'}
{\displaystyle \Phi _{4}=\int {p(\mathbf {x} ',t) \over |\mathbf {x} -\mathbf {x} '|}d^{3}x'}
{\displaystyle V_{i}=\int {\rho (\mathbf {x} ',t)v(\mathbf {x} ',t)_{i} \over |\mathbf {x} -\mathbf {x} '|}d^{3}x'}
{\displaystyle W_{i}=\int {\rho (\mathbf {x} ',t)\left(\mathbf {v} (\mathbf {x} ',t)\cdot (\mathbf {x} -\mathbf {x} ')\right)(x-x')_{i} \over |\mathbf {x} -\mathbf {x} '|^{3}}d^{3}x'}
donde {\displaystyle \rho } es la densidad de la masa en reposo, {\displaystyle \Pi } es la energía interna por unidad de masa en reposo, {\displaystyle p} es la presión medida en un marco local que cae libremente momentáneamente en relación con la materia y {\displaystyle \mathbf {v} } es la velocidad de coordenadas de la materia.
Tensor de tensión-energía para que un fluido perfecto tome forma.
{\displaystyle T^{00}=\rho (1+\Pi +\mathbf {v} ^{2}+2U)}
{\displaystyle T^{0i}=\rho (1+\Pi +\mathbf {v} ^{2}+2U+p/\rho )v^{i}}
{\displaystyle T^{ij}=\rho (1+\Pi +\mathbf {v} ^{2}+2U+p/\rho )v^{i}v^{j}+p\delta ^{ij}(1-2\gamma U)}

## Cómo aplicar PPN
En Will (1981, 1993) se pueden encontrar ejemplos del proceso de aplicar el formalismo PNP a teorías alternativas de la gravedad. Es un proceso de nueve pasos:
- Paso 1: identifique las variables, que pueden incluir: (a) variables gravitacionales dinámicas como la métrica {\displaystyle g_{\mu \nu }}, campo escalar {\displaystyle \phi }, campo vectorial {\displaystyle K_{\mu }},  campo de tensor {\displaystyle B_{\mu \nu }} y así sucesivamente; (b) variables geométricas anteriores, como una métrica de fondo plano {\displaystyle \eta _{\mu \nu }}, función de tiempo cósmico {\displaystyle t}, y así sucesivamente; (c) variables de materia y campo no gravitacional.
- Paso 2: Establecer las condiciones de los límites cosmológicos. Supongamos una cosmología isotrópica homogénea, con coordenadas isotrópicas en el marco de descanso del universo. Una solución cosmológica completa puede o no ser necesaria. Llame a los resultados {\displaystyle g_{\mu \nu }^{(0)}=\operatorname {diag} (-c_{0},c_{1},c_{1},c_{1})}, {\displaystyle \phi _{0}}, {\displaystyle K_{\mu }^{(0)}}, {\displaystyle B_{\mu \nu }^{(0)}}.
- Paso 3: Obtenga nuevas variables de {\displaystyle h_{\mu \nu }=g_{\mu \nu }-g_{\mu \nu }^{(0)}}, with {\displaystyle \phi -\phi _{0}}, {\displaystyle K_{\mu }-K_{\mu }^{(0)}} or {\displaystyle B_{\mu \nu }-B_{\mu \nu }^{(0)}} si es necesario.
- Paso 4: Sustituya estas formas en las ecuaciones de campo, manteniendo solo los términos que sean necesarios para obtener una solución final consistente para {\displaystyle h_{\mu \nu }}. Sustituya el tensor de tensión de fluido perfecto para las fuentes de materia.
- Paso 5: Resuelva para {\displaystyle h_{00}} to {\displaystyle O(2)}. Suponiendo que esto tiende a cero lejos del sistema, uno obtiene la forma {\displaystyle h_{00}=2\alpha U} donde {\displaystyle U}  es el potencial gravitacional newtoniano y {\displaystyle \alpha } puede ser una función complicada incluyendo la "constante" gravitacional {\displaystyle G}. La métrica newtoniana tiene la forma {\displaystyle g_{00}=-c_{0}+2\alpha U}, {\displaystyle g_{0j}=0}, {\displaystyle g_{ij}=\delta _{ij}c_{1}}. El trabajo en unidades donde la "constante" gravitacional medida hoy lejos de la materia gravitatoria es la unidad, así que establezca {\displaystyle G_{\mathrm {today} }=\alpha /c_{0}c_{1}=1}.
- Paso 6: De las versiones linealizadas de las ecuaciones de campo, resuelva de {\displaystyle h_{ij}} to {\displaystyle O(2)} y {\displaystyle h_{0j}} a {\displaystyle O(3)}.
- Paso 7: Resuelva para {\displaystyle h_{00}} a {\displaystyle O(4)}. Este es el paso más complicado, que involucra todas las no linealidades en las ecuaciones de campo. El tensor de tensión-energía también debe expandirse al orden suficiente.
- Paso 8: Convertir a coordenadas cuasi-cartesianas locales y al calibre PNP estándar.
- Paso 9: Al comparar el resultado de {\displaystyle g_{\mu \nu }} con las ecuaciones presentadas en PNP con parámetros alfa-zeta, lea los valores de los parámetros de PNP.

## Comparaciones entre teorías de la gravedad.
Se puede encontrar una tabla que compara los parámetros PNP para 23 teorías de la gravedad alternativas a los parámetros PNP de relatividad general para un rango de teorías.
La mayoría de las teorías métricas de la gravedad se pueden agrupar en categorías. Las teorías escalares de la gravitación incluyen teorías conformes planas y teorías estratificadas con segmentos espaciales ortogonales en el tiempo.
En teorías conformes planas como la teoría de la gravedad de Nordström, la métrica viene dada por {\displaystyle \mathbf {g} =f{\boldsymbol {\eta }}} y para esta métrica  {\displaystyle \gamma =-1}, que violentamente no está de acuerdo con las observaciones. En teorías estratificadas como la teoría de Yilmaz de la gravitación, la métrica viene dada por {\displaystyle \mathbf {g} =f_{1}\mathbf {d} t\otimes \mathbf {d} t+f_{2}{\boldsymbol {\eta }}} y para esta métrica {\displaystyle \alpha _{1}=-4(\gamma +1)}, que también discrepa violentamente con las observaciones.
Otra clase de teorías son las teorías cuasilíneas como la teoría de la gravitación de Whitehead. Para estos {\displaystyle \xi =\beta }.  Las magnitudes relativas de los armónicos de las mareas de la Tierra dependen de {\displaystyle \xi } y {\displaystyle \alpha _{2}}, y las mediciones muestran que las teorías cuasilineales no están de acuerdo con las observaciones de las mareas de la Tierra.
Otra clase de teorías métricas es la teoría bimétrica. Para todos estos {\displaystyle \alpha _{2}} no es cero. Por la precesión del giro solar, sabemos que {\displaystyle \alpha _{2}<4\times 10^{-7}}, y que efectivamente elimina las teorías bimétricas.
Otra clase de teorías métricas son las teorías del tensor escalar, como la teoría de Brans-Dicke. Para todos estos, {\displaystyle \gamma =\textstyle {\frac {1+\omega }{2+\omega }}}. El límite de {\displaystyle \gamma -1<2,3\times 10^{-5}} significa que {\displaystyle \omega } tendría que ser muy grande, por lo que estas teorías son cada vez menos probables a medida que mejora la precisión experimental.
La clase principal final de las teorías métricas son las teorías vectoriales del tensor. Para todos estos, la "constante" gravitacional varía con el tiempo y {\displaystyle \alpha _{2}} no es cero. Los experimentos con rayos láser lunares restringen fuertemente la variación de la "constante" gravitacional con el tiempo y {\displaystyle \alpha _{2}<4\times 10^{-7}}, por lo que estas teorías también parecen improbables.
Existen algunas teorías métricas de la gravedad que no encajan en las categorías anteriores, pero tienen problemas similares.

## Precisión a partir de pruebas experimentales.
Límites en los parámetros PPN Will (2006) y Will (2014)
| Parámetro                   | Límite                                        | Efectos                                                                       | Experimentos                               |
| --------------------------- | --------------------------------------------- | ----------------------------------------------------------------------------- | ------------------------------------------ |
| {\displaystyle \gamma -1}   | {\displaystyle 2,3} x {\displaystyle 10^{-5}} | Retraso de tiempo, deflexión de la luz                                        | Seguimiento de cassini                     |
| {\displaystyle \beta -1}    | {\displaystyle 8} x {\displaystyle 10^{-5}}   | Cambio perihelio                                                              | Cambio perihelio                           |
| {\displaystyle \beta -1}    | {\displaystyle 2,3} x {\displaystyle 10^{-4}} | Efecto de Nordtvedt con suposición{\displaystyle \eta _{N}=4\beta -\gamma -3} | Efecto Nordtvedt                           |
| {\displaystyle \xi }        | {\displaystyle 4} x {\displaystyle 10^{-9}}   | Precesión de giro                                                             | Púlsares de milisegundos                   |
| {\displaystyle \alpha _{1}} | {\displaystyle 1} x {\displaystyle 10^{-4}}   | Polarización orbital                                                          | Alcance láser lunar                        |
| {\displaystyle \alpha _{2}} | {\displaystyle 2} x {\displaystyle 10^{-9}}   | Polarización orbital                                                          | Alineación del eje solar con la eclíptica. |
| {\displaystyle \alpha _{3}} | {\displaystyle 4} x {\displaystyle 10^{-20}}  | Auto aceleración                                                              | Estadísticas de reducción de pulsar        |
| {\displaystyle \eta _{N}}   | {\displaystyle 9} x {\displaystyle 10^{-4}}   | Efecto Nordtvedt                                                              | Rango láser lunar                          |
| {\displaystyle \zeta _{1}}  | {\displaystyle 0,02}                          | Límites de PPN combinados                                                     | Límites PPN combinados                     |
| {\displaystyle \zeta _{2}}  | {\displaystyle 4} x {\displaystyle 10^{-5}}†  | Aceleración de púlsar binario                                                 | PSR 1913+16                                |
| {\displaystyle \zeta _{3}}  | {\displaystyle 1} x {\displaystyle 10^{-8}}   | La tercera ley de Newton                                                      | Aceleración lunar                          |
| {\displaystyle \zeta _{4}}  | {\displaystyle 0,006}‡                        | —                                                                             | Experimento de crucero                     |

† Will, C. M. (10 de julio de 1992). «¿Se conserva el impulso? Una prueba en el sistema binario PSR 1913 + 16 (Is momentum conserved? A test in the binary system PSR 1913 + 16)». Astrophysical Journal Letters 393 (2): L59–L61. Bibcode:1992ApJ...393L..59W. ISSN 0004-637X. doi:10.1086/186451.
‡ Basada en {\displaystyle 6\zeta _{4}=3\alpha _{3}+2\zeta _{1}-3\zeta _{3}} de Will (1976, 2006). Teóricamente es posible que un modelo de gravedad alternativo omita este límite, en cuyo caso el límite es {\displaystyle |\zeta _{4}|<0,4} de Ni (1972).